# Izak van der Merwe
Izak van der Merwe (Johannesburg, 26 januari 1984) is een voormalig Zuid-Afrikaanse tennisser. Hij heeft geen ATP-toernooi gewonnen maar deed wel al mee aan Grand Slams. Hij heeft drie challengers in het enkelspel en veertien challengers in het dubbelspel op zijn naam staan.

## Palmares

### Palmares enkelspel
| Nr.                  | Datum           | Toernooi         | Ondergrond    | Tegenstander in finale | Score          |
| -------------------- | --------------- | ---------------- | ------------- | ---------------------- | -------------- |
| Gewonnen challengers |                 |                  |               |                        |                |
| 1.                   | 2 augustus 2010 | Campos do Jordão | Hardcourt     | Ricardo Mello          | 7-66, 6-3      |
| 2.                   | 11 april 2011   | Johannesburg     | Hardcourt     | Rik De Voest           | 62-7, 7-5, 6-3 |
| 3.                   | 31 oktober 2011 | Charlottesville  | Hardcourt (i) | Jesse Levine           | 4-6, 6-3, 6-4  |

### Palmares dubbelspel
| Nr.                  | Datum            | Toernooi       | Ondergrond    | Partner            | Tegenstanders in finale                   | Score              |
| -------------------- | ---------------- | -------------- | ------------- | ------------------ | ----------------------------------------- | ------------------ |
| Gewonnen challengers |                  |                |               |                    |                                           |                    |
| 1.                   | 2 april 2007     | Tallahassee    | Hardcourt     | Wesley Whitehouse  | John Paul Fruttero Mirko Pehar            | 6-3, 6-4           |
| 2.                   | 25 februari 2008 | Wolfsburg      | Tapijt (i)    | Carsten Ball       | Richard Bloomfield Ken Skupski            | 7-65, 6-3          |
| 3.                   | 5 mei 2008       | Tunica         | Gravel (i)    | Vladimir Obradovic | Ryler DeHeart Todd Widom                  | 7-65, 6-4          |
| 4.                   | 27 juli 2009     | Belo Horizonte | Hardcourt     | Marcio Torres      | Juan-Pablo Amado Eduardo Schwank          | opg.               |
| 5.                   | 19 juli 2010     | Lexington      | Hardcourt     | Raven Klaasen      | Kaden Hensel Adam Hubble                  | 5-7, 6-4, [10-6]   |
| 6.                   | 4 oktober 2010   | Sacramento     | Hardcourt     | Rik De Voest       | Nicholas Monroe Donald Young              | 4-6, 6-4, [10-7]   |
| 7.                   | 8 november 2010  | Knoxville      | Hardcourt (i) | Rik De Voest       | Alex Bogomolov Jr. Alex Kuznetsov         | 6-1, 6-4           |
| 8.                   | 15 november 2010 | Champaign      | Hardcourt (i) | Raven Klaasen      | Ryler DeHeart Pierre-Ludovic Duclos       | 4-6, 7-612, [10-4] |
| 9.                   | 2 mei 2011       | Savannah       | Gravel        | Rik De Voest       | Sekou Bangoura Jesse Witten               | 6-3, 6-3           |
| 10.                  | 11 juli 2011     | Bogota         | Gravel        | Treat Huey         | Juan Sebastián Cabal Robert Farah Maksoud | 7-63, 65-7, opg.   |
| 11.                  | 18 juli 2011     | Manta          | Hardcourt     | Brian Dabul        | Marcel Felder Daniel Garza                | 6-1, 62-7, [11-9]  |
| 12.                  | 14 november 2011 | Champaign      | Hardcourt (i) | Rik De Voest       | Martin Emmrich Andreas Siljeström         | 2-6, 6-3, [10-4]   |
| 13.                  | 16 april 2012    | Sarasota       | Gravel        | Johan Brunström    | Martin Emmrich Andreas Siljeström         | 6-4, 6-1           |
| 14.                  | 14 mei 2012      | Fargʻona       | Hardcourt     | Raven Klaasen      | Sanchai Ratiwatana Sonchat Ratiwatana     | 6-3, 6-4           |

## Prestatietabellen
| Legenda | Legenda                          |
| ------- | -------------------------------- |
| g.t.    | geen toernooi gehouden           |
| l.c.    | lagere categorie                 |
| –       | niet deelgenomen                 |
| G       | uitgeschakeld in de groepsfase   |
| 1R      | uitgeschakeld in de eerste ronde |
| 2R      | uitgeschakeld in de tweede ronde |
| 3R      | uitgeschakeld in de derde ronde  |
| 4R      | uitgeschakeld in de vierde ronde |
| KF      | uitgeschakeld in de kwartfinale  |
| HF      | uitgeschakeld in de halve finale |
| F       | de finale verloren               |
| W       | het toernooi gewonnen            |
| w-v     | winst/verlies-balans             |

### Prestatietabel (Grand Slam) enkelspel
| Grandslamtoernooien   |     |        |
| Australian Open       | –   | 0-0    |
| Roland Garros         | –   | 0-0    |
| Wimbledon             | 1R  | 0-1    |
| US Open               | –   | 0-0    |
| Winst-verlies         | 0–1 | 0-1    |
| ATP World Tour Finals |     |        |
| ATP World Tour Finals | –   | 0-0    |
| Olympische Spelen     |     |        |
| Olympische Spelen     | –   | 0-0    |
| Statistieken          |     |        |
| Totaal aantal titels  | 0   | 0      |
| Totaal winst-verlies  | 0-1 | 15-14  |
| Eindejaarsranking     | 302 | n.v.t. |

### Prestatietabel (Grand Slam) dubbelspel
| Grandslamtoernooien   |      |     |        |
| Australian Open       | –    | –   | 0-0    |
| Roland Garros         | –    | –   | 0-0    |
| Wimbledon             | 1R   | 2R  | 1-2    |
| US Open               | –    | –   | 0-0    |
| Winst-verlies         | 0–1  | 1-1 | 1-2    |
| ATP World Tour Finals |      |     |        |
| ATP World Tour Finals | –    | –   | 0-0    |
| Olympische Spelen     |      |     |        |
| Olympische Spelen     | g.t. | –   | 0-0    |
| Statistieken          |      |     |        |
| Totaal aantal titels  | 0    | 0   | 0      |
| Eindejaarsranking     | 123  | 111 | n.v.t. |